# 都道府県立病院
都道府県立病院（とどうふけんりつびょういん）では、自治体病院のうち、都道府県が運営する病院の一覧を示す。都道府県は指定管理者に管理運営を委任することもある。また、経営母体が地方独立行政法人に移ることもある。一覧には、直営の都道府県立病院のほか、指定管理者制度を導入した病院、地方独立行政法人に開設者が変わった病院も含まれる。

## 北海道
- 北海道立江差病院（檜山郡江差町）
- 北海道立北見病院（北見市）
- 北海道立羽幌病院（苫前郡羽幌町）
- 北海道立向陽ケ丘病院（網走市）
- 北海道立緑ケ丘病院（河東郡音更町）
- 北海道立子ども総合医療・療育センター（札幌市手稲区）

## 東北地方
青森県
- 青森県立中央病院（青森市）
- 青森県立つくしが丘病院（青森市）

岩手県
- 岩手県立中央病院（盛岡市）
- 岩手県立宮古病院（宮古市）
- 岩手県立大船渡病院（大船渡市）
- 岩手県立胆沢病院（奥州市）
- 岩手県立中部病院（北上市）
- 岩手県立久慈病院（久慈市）
- 岩手県立遠野病院（遠野市）
- 岩手県立高田病院（陸前高田市）
- 岩手県立磐井病院（一関市）
- 岩手県立南光病院（一関市）
- 岩手県立釜石病院（釜石市）
- 岩手県立江刺病院（奥州市）
- 岩手県立二戸病院（二戸市）
- 岩手県立沼宮内病院（岩手郡岩手町）
- 岩手県立東和病院（花巻市）
- 岩手県立千厩病院（一関市）
- 岩手県立大東病院（一関市）
- 岩手県立大槌病院（上閉伊郡大槌町）
- 岩手県立山田病院（下閉伊郡山田町）
- 岩手県立軽米病院（九戸郡軽米町）
- 岩手県立一戸病院（二戸郡一戸町）

秋田県
山形県
- 山形県立中央病院（山形市）
- 山形県立新庄病院（新庄市）
- 山形県立河北病院（西村山郡河北町）
- 山形県立こころの医療センター（鶴岡市）

福島県
- 福島県立ふくしま医療センターこころの杜（西白河郡矢吹町）
- 福島県立南会津病院（南会津郡南会津町）
- 福島県立宮下病院（大沼郡三島町）
- 福島県立大野病院（双葉郡大熊町）

## 関東地方
茨城県
- 茨城県立中央病院（笠間市）
- 茨城県立こころの医療センター（笠間市）

栃木県
群馬県
- 群馬県立心臓血管センター（前橋市）[1]
- 群馬県立小児医療センター（渋川市）[1]
- 群馬県立精神医療センター（伊勢崎市）[1]
- 群馬県立がんセンター（太田市）[1]

埼玉県
- 埼玉県総合リハビリテーションセンター（上尾市）

千葉県
- 千葉県がんセンター（千葉市中央区）
- 千葉県救急医療センター（千葉市美浜区）
- 千葉県精神科医療センター（千葉市美浜区）
- 千葉県こども病院（千葉市緑区）
- 千葉県循環器病センター（市原市）
- 千葉県立佐原病院（香取市）

東京都
神奈川県

## 中部地方
新潟県
- 新潟県立妙高病院（妙高市）
- 新潟県立中央病院（上越市）
- 新潟県立松代病院（十日町市）
- 新潟県立柿崎病院（上越市）
- 新潟県立十日町病院（十日町市）
- 新潟県立精神医療センター（長岡市）
- 新潟県立加茂病院（加茂市）
- 新潟県立津川病院（南蒲原郡阿賀町）
- 新潟県立吉田病院（燕市）
- 新潟県立がんセンター新潟病院（新潟市中央区）
- 新潟県立新発田病院（新発田市）
- 新潟県立リウマチセンター（新発田市）
- 新潟県立坂町病院（村上市）

富山県
- 富山県立中央病院（富山市）

石川県
- 石川県立中央病院（金沢市）
- 石川県立こころの病院（かほく市）

福井県
- 福井県立病院（福井市）

山梨県
- 山梨県立中央病院（甲府市）
- 山梨県立北病院（韮崎市）

長野県
- 長野県立総合リハビリテーションセンター（長野市）

岐阜県
- 岐阜県総合医療センター（岐阜市）
- 岐阜県立下呂温泉病院（下呂市）
- 岐阜県立多治見病院（多治見市）

静岡県
- 静岡県立静岡がんセンター（駿東郡長泉町）
- 静岡県立総合病院（静岡市葵区）

愛知県
- 愛知県がんセンター中央病院・研究所（名古屋市千種区）
- 愛知県精神医療センター（名古屋市千種区）
- あいち小児保健医療総合センター（大府市）

三重県
- 三重県立こころの医療センター（津市）
- 三重県立一志病院（津市）
- 三重県立総合医療センター（四日市市）
- 三重県立志摩病院（志摩市）

## 近畿地方
滋賀県
- 滋賀県立総合病院（守山市）
- 滋賀県立小児保健医療センター（守山市）
- 滋賀県立精神医療センター（草津市）

京都府
- 京都府立洛南病院（宇治市）

兵庫県
- 兵庫県立尼崎総合医療センター（尼崎市）
- 兵庫県立西宮病院（西宮市）
- 兵庫県立加古川医療センター（加古川市）
- 兵庫県立はりま姫路総合医療センター（姫路市）
- 兵庫県立丹波医療センター（丹波市）
- 兵庫県立淡路医療センター（洲本市）
- 兵庫県立ひょうごこころの医療センター（神戸市北区）
- 兵庫県立こども病院（神戸市中央区）
- 兵庫県立がんセンター（明石市）
- 兵庫県立粒子線医療センター（たつの市）

奈良県
- 南和広域医療企業団南奈良総合医療センター（大淀町）[2]
- 南和広域医療企業団五條病院（五條市）[2]
- 南和広域医療企業団吉野病院（吉野町）[2]

和歌山県
- 和歌山県立こころの医療センター（有田郡有田川町）

## 中国地方
鳥取県
- 鳥取県立中央病院（鳥取市）
- 鳥取県立厚生病院（倉吉市）

島根県
- 島根県立中央病院（出雲市）
- 島根県立こころの医療センター（出雲市）

岡山県
広島県
- 県立広島病院（広島市南区）
- 県立安芸津病院（東広島市）

山口県

## 四国地方
徳島県
- 徳島県立中央病院（徳島市）
- 徳島県立三好病院（三好市）
- 徳島県立海部病院（海部郡牟岐町）

香川県
- 香川県立中央病院（高松市）
- 香川県立丸亀病院（丸亀市）
- 香川県立白鳥病院（東かがわ市）
- 香川県立がん検診センター（高松市）

愛媛県
- 愛媛県立中央病院（松山市）
- 愛媛県立今治病院（今治市）
- 愛媛県立南宇和病院（南宇和郡愛南町）
- 愛媛県立新居浜病院（新居浜市）

高知県
- 高知県立あき総合病院（安芸市）
- 高知県立幡多けんみん病院（宿毛市）
- 高知県・高知市病院企業団立高知医療センター（高知市）[3]

## 九州・沖縄地方
福岡県
- 福岡県立精神医療センター太宰府病院（太宰府市）

佐賀県
- 佐賀県医療センター好生館（佐賀市）

長崎県
- 長崎県精神医療センター（大村市）[4]
- 長崎県島原病院（島原市）[4]
- 長崎県五島中央病院（五島市）[4]
- 長崎県富江病院（五島市）[4]
- 長崎県上五島病院（南松浦郡新上五島町）[4]
- 長崎県対馬病院（対馬市）[4]
- 長崎県上対馬病院（対馬市）[4]
- 長崎県壱岐病院（壱岐市）[4]

熊本県
- 熊本県立こころの医療センター（熊本市南区）

大分県
- 大分県立病院（大分市）

宮崎県
- 県立宮崎病院（宮崎市）[5]
- 県立延岡病院（延岡市）[6]
- 県立日南病院（日南市）[7]

鹿児島県
- 県民健康プラザ鹿屋医療センター（鹿屋市）
- 県立大島病院（奄美市）[8]
- 県立姶良病院（姶良市）[8]
- 県立薩南病院（南さつま市）[8]
- 県立北薩病院（伊佐市）[8]

沖縄県
- 沖縄県立北部病院（名護市）
- 沖縄県立中部病院（うるま市）
- 沖縄県立南部医療センター・こども医療センター（島尻郡南風原町）
- 沖縄県立宮古病院（宮古島市）
- 沖縄県立八重山病院（石垣市）
- 沖縄県立精和病院（島尻郡南風原町）

## 指定管理者制度を導入した病院
- 茨城県立こども病院（茨城県水戸市、社会福祉法人恩賜財団済生会）
- 東京都リハビリテーション病院（東京都墨田区、公益社団法人東京都医師会）
- 神奈川リハビリテーション病院（神奈川県厚木市、社会福祉法人神奈川県総合リハビリテーションセンター）
- 七沢リハビリテーション病院脳血管センター（神奈川県厚木市、医療法人社団葵会）
- 新潟大学地域医療教育センター・魚沼基幹病院（新潟県南魚沼市、一般財団法人新潟県地域医療推進機構）
- 福井県立すこやかシルバー病院（福井県福井市、一般財団法人高齢者医療介護教育センター）
- 三重県立志摩病院（三重県志摩市、公益社団法人地域医療振興協会）
- 兵庫県災害医療センター（兵庫県神戸市中央区、日本赤十字社兵庫県支部）
- 兵庫県立リハビリテーション中央病院（兵庫県神戸市西区、社会福祉法人兵庫県社会福祉事業団）
- 兵庫県立リハビリテーション西播磨病院（兵庫県たつの市、社会福祉法人兵庫県社会福祉事業団）
- 福岡県立精神医療センター大宰府病院（福岡県太宰府市、一般財団法人医療・介護・教育研究財団）

## 地方独立行政法人の運営に移行した病院
宮城県
- 宮城県立こども病院（仙台市青葉区）
- 宮城県立精神医療センター（名取市）※2011年4月、地方独立行政法人宮城県立病院機構に移行
- 宮城県立がんセンター（名取市）※2011年4月1日、地方独立行政法人に移行

秋田県
- 秋田県立脳血管研究センター（秋田市）
- 秋田県立リハビリテーション・精神医療センター（大仙市）
- 秋田県立医療療育センター（秋田市）

山形県
- 日本海総合病院（酒田市）
- 日本海酒田リハビリテーション病院（酒田市）

栃木県
- 栃木県立がんセンター（宇都宮市）
- 栃木県立リハビリテーションセンター（宇都宮市）
- 栃木県立岡本台病院（宇都宮市）

埼玉県（埼玉県立病院機構）
- 埼玉県立循環器・呼吸器病センター（熊谷市）
- 埼玉県立がんセンター（北足立郡伊奈町）
- 埼玉県立小児医療センター（さいたま市中央区）
- 埼玉県立精神医療センター（北足立郡伊奈町）

東京都
- 東京都健康長寿医療センター（板橋区）
- 東京都立広尾病院（渋谷区）
- 東京都立大塚病院（豊島区）
- 東京都立駒込病院（文京区）
- 東京都立墨東病院（墨田区）
- 東京都立松沢病院（世田谷区）
- 東京都立多摩総合医療センター（府中市）
- 東京都立小児総合医療センター（府中市）
- 東京都立神経病院（府中市）
- 東京都立東部地域病院（葛飾区）
- 東京都立多摩南部地域病院（多摩市）
- 東京都立大久保病院（新宿区）
- 東京都立多摩北部医療センター（東村山市）
- 東京都立荏原病院（大田区）
- 東京都立豊島病院（板橋区）
- 東京都立がん検診センター（府中市）

神奈川県
- 神奈川県立足柄上病院（足柄上郡松田町）
- 神奈川県立こども医療センター（横浜市南区）
- 神奈川県立精神医療センター（横浜市港南区）
- 神奈川県立がんセンター（横浜市旭区）
- 神奈川県立循環器呼吸器病センター（横浜市金沢区）

山梨県
- 山梨県立中央病院（甲府市）
- 山梨県立北病院（韮崎市）

長野県
- 長野県立信州医療センター（須坂市）
- 長野県立こころの医療センター駒ヶ根（駒ヶ根市）
- 長野県立阿南病院（下伊那郡阿南町）
- 長野県立木曽病院（木曽郡木曽町）
- 長野県立こども病院（安曇野市）

岐阜県
- 岐阜県総合医療センター（岐阜市）
- 岐阜県立多治見病院（多治見市）
- 岐阜県立下呂温泉病院（下呂市）

静岡県（静岡県立病院機構）
- 静岡県立総合病院（静岡市葵区）
- 静岡県立こころの医療センター（静岡市葵区）
- 静岡県立こども病院（静岡市葵区）

三重県
- 三重県立総合医療センター（四日市市）

大阪府
- 大阪急性期・総合医療センター（大阪市住吉区）
- 大阪はびきの医療センター（羽曳野市）
- 大阪精神医療センター（枚方市）
- 大阪国際がんセンター（大阪市東成区）
- 大阪母子医療センター（和泉市）

奈良県
- 奈良県総合医療センター（奈良市）
- 奈良県西和医療センター（生駒郡三郷町）

岡山県
- 岡山県精神科医療センター（岡山市北区）

山口県
- 山口県立総合医療センター（防府市）
- 山口県立こころの医療センター（宇部市）

徳島県
- 徳島県鳴門病院（鳴門市）

佐賀県
- 佐賀県医療センター好生館（佐賀市）